# Irenaeus Hayasaka
Irenaeus Hayasaka Kyūbei (koreanisch: 하야사카 이레네오; * 16. Dezember 1888 in Sendai, Japan; † 6. Januar 1946 in Daegu, Korea) war ein japanischer römisch-katholischer Priester und Apostolischer Vikar in Korea.
Papst Pius XII. ernannte Hayasaka zum Apostolischen Administrator des Apostolischen Vikariats Taiku und Titularbischof von Sufes. Am 25. Dezember 1942 weihte Jean-Germain Mousset, der ehemalige Apostolischer Vikar von Taiku, ihn unter Assistenz von Paul Marie Kinam Ro, Apostolischer Vikar von Seoul und Paul Aijirô Yamaguchi, Bischof von Nagasaki, zum Bischof. Er selbst assistierte nur bei der Bischofsweihe von Francis Hong Yong-ho.
Er war Bruder von Januarius Kyūnosuke Hayasaka.